# ألان صورال
ألان سورال (بالفرنسية: Alain soral)‏ هو كاتب ومفكر فرنسي سويسري ولد في الثاني من أكتوبر عام 1958 في مدينة إكس ليبان الفرنسية.
كان ماركسيا منخرطا في الحزب الشيوعي ومن ثم إنظم لحزب الجبهة الوطنية الذي يوصف بأنه حزب يميني متطرف ثم خرج منه ليؤسس جمعية المساواة والمصالحة (بالفرنسية:  Égalité & Réconciliation)‏ .
عمل أيضا لوقت قصير في السينما كاتبا لسيناريو فيلم إعترافات معاكس بنات (بالفرنسية:  Confession d'un dragueur)‏ .
يعمل أيضا مدرب ملاكمة فرنسية .

## آراءه
تنتقد كتبه بصفة عامة الطائفية وحركات الفيمينيزم النسائية بالإضافة لانتقاده اللاذع للأمبريالية الأمريكية وإسرائيل ولهذا يتهم بمعاداة السامية، بالإضافة لهذا قال عن توجهه السياسي في كتاب [حوار متخالف مع إريك نولو] أنه وطني اشتراكي على الطريقة الفرنسية (لأن الوطنية الاشتراكية كانت إيديولوجية الحزب النازي).

## أعماله
- حركات المودا شرح للوالدين. العنوا1 الأصلي هو 1984 Les Mouvements de mode expliqués aux parents .
- سيكولوجية المعاكس. العنوان الأصلي هو 1996Sociologie du dragueur .
- نحو التأنيث. العنوان الأصلي هو 1999 Vers la féminisation .
- بؤس الرغبة. العنوان الأصلي هو 2004 Misères du désir
- فهم الإمبراطورية. العنوان الأصلي هو2011 Comprendre l'Empire.
- حوار متخالف مع إريك نولو. العنوان الأصلي هو 2013 Dialogues désaccordés
- تقديم لكتاب من كتب الكاتب الروسي ألكسندر دوغين.

1. 1 2 3   https://www.ouest-france.fr/societe/antisemitisme/alain-soral-definitivement-condamne-pour-une-quenelle-devant-le-tribunal-de-colmar-2e6a994c-787f-11ec-b15e-c80a838fe678. {{استشهاد ويب}}: |url= بحاجة لعنوان (مساعدة) والوسيط |title= غير موجود أو فارغ (من ويكي بيانات) (مساعدة)

- Égalité & Réconciliation
- Dialogues désaccordés

## وصلات خارجية
- ألان صورال على موقع IMDb (الإنجليزية)
- ألان صورال على موقع ألو سيني (الفرنسية)
- ألان صورال على موقع أول موفي (الإنجليزية)
- ألان صورال على موقع قاعدة بيانات الفيلم (الإنجليزية)
- ألان صورال على موقع كينوبويسك (الروسية)